# Nymphonella tapetis
Nymphonella tapetis is een zeespin uit de familie Ascorhynchidae. De soort behoort tot het geslacht Nymphonella. Nymphonella tapetis werd in 1927 voor het eerst wetenschappelijk beschreven door Ohshima. 